# 天道盟鴨霸會
天道盟鴨霸會，是臺灣三大犯罪組織之一的天道盟旗下的分會，並所屬於仁義會。

## 簡介
鴨霸會，活動地域在中部的雲林沿海地區，以四湖為主。根據雲林縣警局記載，綽號「猴山仔」的吳松義（素有「雲林黑道皇帝」之稱）藉一清專案管訓釋放返鄉之際，與同管訓不良份子組織天道盟雲林「鴨霸會」；由吳松義擔任會長，並吸收同鄉閔○元等人及其長子吳○文為其手下，涉嫌在四湖地區向鄉民恐嚇勒索錢財，並以暴力介入四湖鄉代會主席及四湖鄉農會的選舉，同時也涉及多起殺人、槍擊和勒索案件。

## 歷任幹部
- 會長：吳松義（綽號「猴山仔」）
- 其他：莊○梁（高雄人）、葉○偉（高雄人）、陳○裕（台南人）、吳○雄（高雄人）、林○甫（台南人）